# João Gabriel
João Gabriel Ramos de Souza (sinh ngày 12 tháng 2 năm 1996), thường được biết với tên João Gabriel, là một cầu thủ bóng đá người Brasil hiện tại thi đấu ở vị trí tiền đạo cho đội bóng Nhật Bản tại J3 League SC Sagamihara.

## Sự nghiệp câu lạc bộ
João Gabriel gia nhập Sagamihara đầu năm 2017 từ Cruzeiro.

## Thống kê
Tính đến 17 tháng 4 năm 2018.
| Câu lạc bộ             | Mùa giải | Giải vô địch | Giải vô địch | Giải vô địch | Cúp     | Cúp       | Châu lục | Châu lục  | Khác    | Khác      | Tổng    | Tổng      |
| Câu lạc bộ             | Mùa giải | Hạng đấu     | Số trận      | Bàn thắng    | Số trận | Bàn thắng | Số trận  | Bàn thắng | Số trận | Bàn thắng | Số trận | Bàn thắng |
| ---------------------- | -------- | ------------ | ------------ | ------------ | ------- | --------- | -------- | --------- | ------- | --------- | ------- | --------- |
| Red Bull Brasil (mượn) | 2015     | Série D      | 0            | 0            | 0       | 0         | –        | –         | 0       | 0         | 0       | 0         |
| Sagamihara             | 2017     | J3 League    | 21           | 7            | 0       | 0         | –        | –         | –       | –         | 21      | 7         |
| Sagamihara             | 2018     | J3 League    | 6            | 4            | 0       | 0         | –        | –         | –       | –         | 6       | 4         |
| Tổng                   | Tổng     | Tổng         | 27           | 11           | 0       | 0         | 0        | 0         | 0       | 0         | 27      | 11        |

Notes